# Chanie-Chursy
Chanie-Chursy – wieś w Polsce położona w województwie podlaskim, w powiecie siemiatyckim, w gminie Nurzec-Stacja. 
| SIMC    | Nazwa  | Rodzaj    |
| ------- | ------ | --------- |
| 0037724 | Chanie | część wsi |
| 0037730 | Chursy | część wsi |

Wierni kościoła rzymskokatolickiego należą do parafii Matki Bożej Częstochowskiej w Nurcu-Stacji.